# 왕실보
왕실보(중국어: 王實甫, 1260년 ~ 1336년)는 중국 원나라 초기의 극작가이다. 이름이 덕신(德信)이고, 대도(大都, 지금의 북경) 사람으로, 잡극 13편을 창작했다. 베이징에서 출생하였으며 희곡 《서상기》의 작가로 유명하다. 관한경·마치원·백박 등과 더불어 원곡의 대작가로 일컬어진다. 이외 후배 가중명은 추도사에서, 그가 ‘풍월영(風月營)’, ‘앵화채(鶯花寨)’, ‘취홍향(翠紅鄕)’에서 활약했다고 언급되어 있다. 대표작으로 《여춘당》《파요기》 등이 있고 13종의 잡극을 창작했지만, 현재 전하는 것은 ＜서상기＞를 제외하면 ＜여춘당(麗春堂)＞이 있을 뿐이다.